# Mamadou Tandja
Mamadou Tandja (ur. 1938 w Maïné-Soroa, zm. 24 listopada 2020 w Niamey) – nigerski polityk, prezydent kraju w latach 1999–2010.

## Życiorys
Władzę objął po wygranych w listopadzie 1999 wyborach prezydenckich, w których pokonał Mahamadou Issoufou. W wyborach w 2004 uzyskał reelekcję. Został pozbawiony stanowiska szefa państwa 18 lutego 2010 w wyniku wojskowego zamachu stanu po tym, jak kilka miesięcy wcześniej zmienił konstytucję i przedłużył swoje rządy. 
Tandja zmarł 24 listopada 2020; po jego śmierci ogłoszono w Nigrze trzydniową żałobę.

## Odznaczenia
- Kawaler Orderu Narodowego (1972, Niger)[7]
- Oficer Orderu Narodowego (Niger)[7]
- Komandor Orderu Narodowego (1983, Niger)[7]
- Wielki Oficer Orderu Narodowego (1987, Niger)[7]
- Krzyż Wielki Orderu Narodowego (1999, Niger)[7]
- Komandor Legii Honorowej (1982 Francja)[7]